# أنزور إسماعيلوف
أنزور حسينوفيتش إسماعيلوف (مواليد 21 أبريل 1985) هو لاعب كرة قدم أوزبكستاني يجيد اللعب كقلب دفاع لصالح نادي تشانغتشون ياتاي ومنتخب أوزبكستان.

## روابط خارجية
- أنزور إسماعيلوف على موقع الاتحاد الدولي (مؤرشف)  (الإنجليزية)
- أنزور إسماعيلوف على موقع قاعدة بيانات كرة القدم.إي يو (الإنجليزية)
- أنزور إسماعيلوف على موقع ناشيونال فوتبول تيمز (الإنجليزية)
- أنزور إسماعيلوف على موقع Soccerway.com (الإنجليزية)
- أنزور إسماعيلوف على موقع عالم كرة القدم.نت (الإنجليزية)
- أنزور إسماعيلوف على موقع كووورة